# Coenostolopsis
Coenostolopsis is een geslacht van vlinders van de familie grasmotten (Crambidae), uit de onderfamilie van de Spilomelinae. De wetenschappelijke naam en de beschrijving van dit geslacht werden voor het eerst in 1960 gepubliceerd door Eugene Gordon Munroe. De beschrijving van dit geslacht heeft Munroe gebaseerd op de destijds bestaande soort Coenostola apicalis Lederer, 1863 uit Brazilië. Munroe was van mening dat deze soort niet tot het geslacht Coenostola behoorde, maar tot een op dat moment nog onbekend geslacht. Hij beschreef daarom dit geslacht op basis van de kenmerken van Coenostola apicalis. Zodoende wordt deze soort als de typesoort van dit geslacht beschouwd.

## Soorten
- C. apicalis (Lederer, 1863)
- C. selenophora (Hampson, 1912)
- C. terminalis Munroe, 1960